# Matilda Moldenhauer Brooks

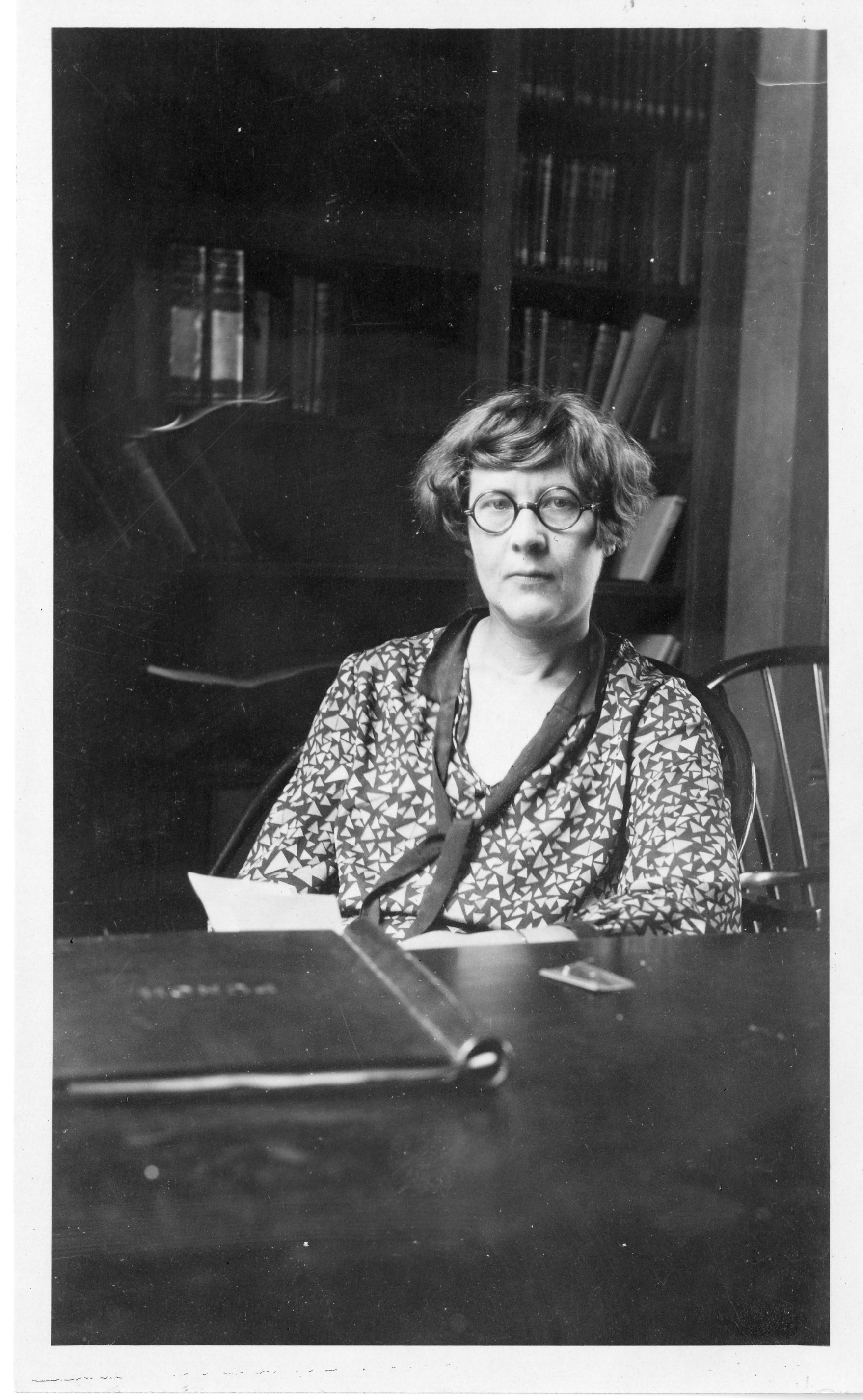
Matilda Moldenhauer Brooks

Matilda Moldenhauer Brooks (* 16. Oktober 1888 in Pittsburgh; † März 1981 in San Francisco) war eine US-amerikanische Biologin, die ein Gegenmittel gegen Zyanid- und Kohlenmonoxidvergiftung entdeckte.

## Leben
Matilda Moldenhauer Brooks wurde 1888 in Pittsburgh, Pennsylvania, als Tochter von Rudolph und Selma (Neuffer) Moldenhauer geboren. Sie absolvierte die High School für Mädchen in Philadelphia und erhielt ihre B.A. und M.A.-Abschlüsse an der University of Pittsburgh. 1920 erwarb sie den Ph.D. an der Harvard University. 
Sie arbeitete zunächst von 1917 bis 1920 als Bakteriologin am Forschungsinstitut der National Dental Association in Cleveland. Dort lernte sie ihren Mann kennen, den Zoologen Sumner Cushing Brooks (1888–1948). 1917 heirateten sie. 1920 begann Matilda Brooks als Biologin für den United States Public Health Service tätig zu werden. 1927 ging sie in die physiologische Forschung an die University of California, Berkeley. Sie bezog dort kein Gehalt, da ihr Mann als Professor an der gleichen Universität arbeitete und es zu dieser Zeit nicht erlaubt war, dass verheiratete Paare zwei bezahlte Stellen in einem Fachbereich einnahmen. Jedoch bekam sie ihre Auslagen erstattet und Assistenten bezahlt.
Matilda Brooks Arbeit wurde durch verschiedene namhafte Organisationen unterstützt. So bezog sie ein Bache-Stipendium von der National Academy of Sciences, das Naples-Forschungsstipendium der National Research Council sowie Stipendien der American Philosophical Society und der Permanent Science Foundation. Als eine von wenigen Frauen war sie Mitglied des Marine Biological Laboratory in Woods Hole in Massachusetts. In Woods Hole hielt sich das Ehepaar Brooks im Sommer auf und betrieb Forschung, während es die übrige Zeit in Kalifornien lebte und arbeitete.
1932 entdeckte Matilda Brooks während ihrer Forschungen über die Redoxreaktion bei lebenden Zellen, dass der Farbstoff Methylenblau zur Behandlung von Zyanid- und Kohlenmonoxidvergiftungen geeignet ist. Im Jahr darauf konnte erstmals auf diese Weise ein junger Mann gerettet werden, der versucht hatte, sich mit Zyanid das Leben zu nehmen.
Als ihr Mann 1934 und 1936 erkrankte, übernahm Matilda Brooks seine Kurse an der Universität. Später unterrichteten sie zeitweilig gemeinsam und unternahmen 1944 eine Vortragsreise durch Südamerika. Sie veröffentlichten wissenschaftliche Artikel und ein Buch unter dem Titel The Permeability of Living Cells (1941). 
1948 verstarb ihr Mann infolge eines Herzinfarkts. Matilda Brooks starb 1981 in San Francisco.

## Publikationen (Auszug)
- Comparative studies on respiration. In: The Journal of General Physiology, Laboratory of Plant Physiology, Harvard University, Cambridge 1919 (online; PDF-Datei; 472 kB).
- Studies on the permeability of living cells. IX. Does methylene blue itself penetrate? University of California press, Berkeley, Calif. 1927.
- Studies on the permeability of living cells. XI. The penetration of thionine into Valonia. University of California press, Berkeley, Calif. 1930.
- The effect of methylene blue on HCN and CO poisoning. In: American Journal of Physiology. 1932;102:145-147.
- The effects of methylene blue and other oxidation-reduction indicators on experimental tumors. University of California press, Berkeley, Calif. 1934.
- mit Sumner Cushing Brooks: The permeability of living cells. Berlin-Zehlendorf, Gebrüder Borntraeger, 1941.
- Methylene blue, potassium cyanide and carbon monoxide as indicators for studying the oxidation-reduction potentials of developing marine eggs. The Biological Bulletin, The Marine Biological Laboratory, Woods Hole, and the University of California, Berkeley 1943 (online; PDF-Datei; 1,61 MB).
- Negative oxidation-reduction potentials resulting from the use of auxin in plants and tobacco smoke on animal cells.  Springer, 1959, Protoplasma Volume 51, Number 4, 620–631.
- Nicotine as a redox-reducing reagent producing abnormal growth in animal cells. Springer, 1961, Protoplasma Volume 53, Number 2, 212–219.